# 코르나트섬

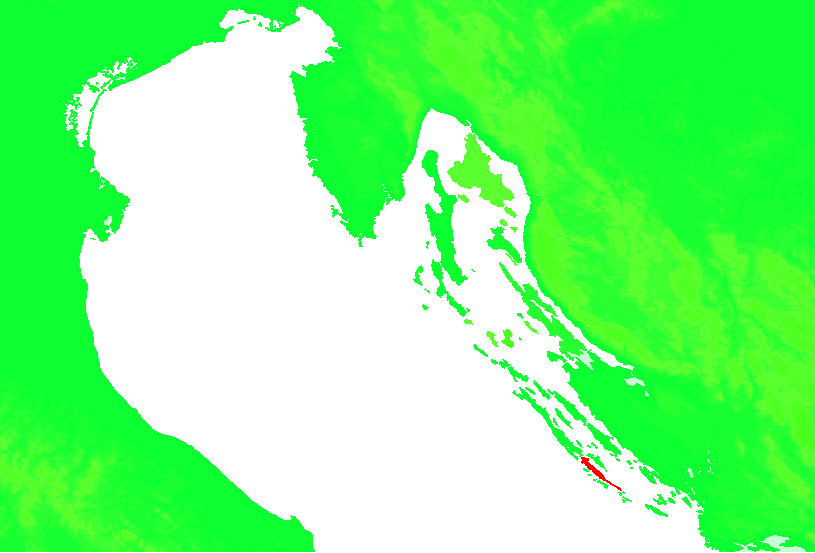
코르나트섬의 위치

코르나트섬(크로아티아어: Kornat)은 아드리아해에 위치한 크로아티아의 섬으로 면적은 32.44km2, 높이는 207m, 인구는 7명(2001년 기준)이다. 행정 구역상으로는 시베니크크닌주에 속하며 달마티아 중부에 위치한다. 코르나티 제도에서 가장 큰 섬이며 섬 주변에는 89개에 달하는 큰 섬들과 작은 섬들, 암초들이 있다.